# 합병증
합병증(合倂症, 영어: medical complication)은 어떤 질병에 곁들여 일어나는 이차적인 질환(질병)이다. 

## 기저질환
합병증이 질병악화,치료난항, 사망원인등으로 진행될 경우 일반적으로 기저질환이 언급된다.

## 예
- 산욕열은 분만 시의 흔한 합병증이다.
- 지적 장애는 치료되지 않은 수두증의 흔한 합병증이다.
- 발기부전과 요실금은 전립샘적제술이 필요할 수 있다.[1][2]

## 같이 보기
- 당뇨병
- 대사 증후군
- 복부비만
- 복수 (질병)
- 내장지방
- 위장병학
- 지방간
- 간경변